# Paul Rebillot

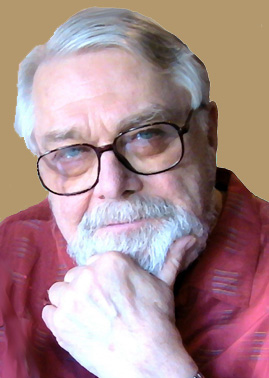
Paul Rebillot

Paul Rebillot (* 19. Mai 1931 in Detroit; † 11. Februar 2010 in San Francisco) war ein US-amerikanischer Autor und Psychotherapeut, bekannt für sein Konzept der Heldenreise, eine gestalttherapeutisch orientierte Gruppentherapie.

## Leben
Paul Rebillot studierte Philosophie und Theater an der University of Michigan. Im Jahr 1958 schloss er sein Studium mit einem Mastergrad in Education and Theater Art ab. Nach einer tiefen persönlichen Krise zog sich Paul Rebillot von seiner Arbeit zurück und begann intensiv zu meditieren. In der Meditation erlebte er außergewöhnliche Bewusstseinszustände, die in ihm ein Interesse an Psychologie und Psychotherapie weckten und ihn schließlich ans Esalen-Institut in Kalifornien brachten, wo er von Dick Price in Gestalttherapie ausgebildet wurde und Joseph Campbell und dessen Mythenforschung kennenlernte.

## Leistungen
1968 gründete Rebillot die Gestalt Fool Theatre Family, die, angelehnt an Psychodrama und Dramatherapie, mit einer Verbindung von Theater, Ritual und Therapie experimentierte. 1988 gründete er die Schule für Gestalt und Erfahrungslehre in der Schweiz, die in einer dreijährigen Berufsausbildung eine Verbindung von Gestalttheorie und Gestalttherapie mit Theater, Ritual, Mythos und Gruppenprozessen zu vermitteln suchte. Seit 1996 leitete er gemeinsam mit Ilse Schmidt-Zimmermann vier Jahre lang eine neue Ausbildung für Übergangsrituale in Frankfurt. Rebillot lehrte über 25 Jahre lang am „Esalen-Institut“ sowie an verschiedenen Zentren für Selbsterfahrung und Persönlichkeitsentwicklung in Europa. Er erhielt ein Stipendium von Leonard Rockefeller mit dem Auftrag, die Arbeit an seinem Buch abzuschließen.
Sein Konzept Die Heldenreise (The Hero’s Journey) ist ein gestalttherapeutisch orientiertes Gruppenseminar von ca. fünf Tagen, in dem gemäß den Thesen des Mythenforschers Joseph Campbell der universalen Aufgabenstellung der Helden und Heldinnen aller Kulturen gefolgt wird. Dies beinhaltet die Etappen Ruf und Herausforderung, Angst und Schwelle des Aufbruchs, der Widersacher in Form des Dämons als Träger der Ängste und Widerstände, die Konfrontation" zwischen Held und dämon und eine (Phantasie-)Reise in ein magisches Land, in dem innere Aufgaben zu bestehen sind. Am Schluss winkt der Gewinn einer Belohnung, die Klarheit für die Zukunft bringen kann. Abschließende Aufgabe ist die Rückkehr in die reale Welt mit dieser neuen Erfahrung, die mehr Klarheit, Sicherheit und Offenheit gegenüber der Umwelt bringen soll.
Die weiteren von ihm entwickelten gestalttherapeutisch-rituellen Prozesse sind unter anderem: Die Liebenden („The Lover's Journey“), Die Suche nach dem inneren Mann und der inneren Frau („Quest for the Inner Man and Woman“), Der Schatten („Owning the Shadow“), Den Dämon Du-Sollst austreiben („Exorcising the Demon Should“), Tod und Auferstehung („Death and Resurrection“) und Rituale der Veränderung („Rituals of Transformation“).
Die Arbeit von Paul Rebillot wird inzwischen „Rituelle Gestalttherapie“ genannt und von verschiedenen Instituten angeboten. Die außerordentliche Wirksamkeit der Heldenreise bei psychischen Problemen wurde empirisch nachgewiesen, ist jedoch wissenschaftlich nicht als psychotherapeutische Behandlungsform anerkannt.

## Schriften und Podcasts
- mit Melissa Kay: Die Heldenreise. Das Abenteuer der kreativen Selbsterfahrung. 2. Auflage. Eagle Books, Wasserburg 2016, ISBN 978-3-9813672-0-1. (Originaltitel: The Call to Adventure. Bringing the Hero’s Journey to Daily Life. HarperCollins, San Francisco 1993)
- Beziehungen: Von Fantasie zur Fülle. In: Frankfurter Ring Magazin. 1995/2.
- The Power of Story and Myth – The Genesys of an Approach to Healing. In: Inside Out. 48 (2006), herausgegeben von IAHIP (Irische Vereinigung für humanistische und integrierte Psychotherapie), Internet-Journal of iahip.org
- Embodied Mythology. Podcast, Radical Change Group 2010ff, http://www.radicalchangegroup.com/search/label/Paul%20Rebillot